# Districtul Ban Khwao
Ban Khwao (în thailandeză บ้านเขว้า) este un district (Amphoe) din provincia Chaiyaphum, Thailanda, cu o populație de 51.277 de locuitori și o suprafață de 544,3 km².

## Componență
Districtul este subdivizat în 6 subdistricte (tambon), care sunt subdivizate în 94 de sate (muban).
| Nr. | Nume         | În thailandeză | Sate | Locuitori |
| --- | ------------ | -------------- | ---- | --------- |
| 1.  | Ban Khwao    | บ้านเขว้า        | 18   | 15,131    |
| 2.  | Talat Raeng  | ตลาดแร้ง        | 28   | 11,549    |
| 3.  | Lum Lamchi   | ลุ่มลำชี          | 22   | 9,808     |
| 4.  | Chi Bon      | ชีบน            | 10   | 5,852     |
| 5.  | Phu Laen Kha | ภูแลนคา         | 8    | 4,299     |
| 6.  | Non Daeng    | โนนแดง         | 8    | 4,667     |